# Nagaclovia formosana
Nagaclovia formosana är en insektsart som beskrevs av Matsumura 1940. Nagaclovia formosana ingår i släktet Nagaclovia och familjen spottstritar. Inga underarter finns listade i Catalogue of Life.